# Smolenskoe
Smolenskoe (in russo Смоленское?) è un villaggio del settore meridionale della Siberia Occidentale situato nel Territorio dell'Altaj,  in Russia. È il centro amministrativo del distretto Smolenskij.
La località si trova 210 km a sud della capitale Barnaul.